# 波利察內
波利察內（發音：[pɔlˈtʃaːnɛ]），是斯洛維尼亞東北部波利察內市鎮的聚居地及其行政中心。位於馬里博爾南邊35公里和采列東北35公里處。當地是下施蒂里亞傳統地區的一部分。該鎮位於博奇山以北的德拉維尼亞河谷。它是兩條重要區域道路的交叉口，從馬里博爾到羅加什卡-斯拉蒂納的路線和從采列到普圖伊的路線。從盧布爾雅那到馬里博爾的鐵路線穿過聚居地，鎮上有火車站，還有一所小學、一個保健中心、一個郵局、兩個超市、一個小旅館、酒吧和一些餐館。

## 歷史
波利察內於1957年正式創建，當時係由 Maharska Vas 和 Pekel pri Poljčanah 兩個村莊合併為一個聚居地。

## 外部連結
- 维基共享资源上的相關多媒體資源：波利察內
- Poljčane on Geopedia （页面存档备份，存于）